# Feuchtwiesen bei Ahl
Die Feuchtwiesen bei Ahl sind ein Naturschutzgebiet auf dem Gebiet der Stadt Bad Soden-Salmünster im Main-Kinzig-Kreis in Hessen. Das Naturschutzgebiet liegt nördlich von Ahl, einem Ortsteil von Bad Soden-Salmünster, östlich der A 66 und östlich direkt an der Kinzig.

## Bedeutung
Das 36,72 ha große Gebiet mit der Kennung 1435074 ist seit dem Jahr 1995 als Naturschutzgebiet ausgewiesen.